# Ваверка
Ваверка (бел. Ва́верка) — агрогородок в Лидском районе Гродненской области Белоруссии. Административный центр Ваверского сельсовета. Население 601 человек (2009).

## География
Агрогородок расположен в 23 км к юго-западу от города Лида. Деревня соединена с окрестными населёнными пунктами местными дорогами. Рядом с деревней на небольшой речке, притоке Лебеды организован рыбоводческий пруд. В 2009 году население Ваверки составляло 601 человек.

## История
Существует версия, что на месте современной деревни существовал город Вевереск (Вѣверескъ), который упоминается в Списке русских городов дальних и ближних в конце XIV века среди «городов литовских» и точное местонахождение которого не установлено.
Первое письменное упоминание о Ваверке относится к 1413 году, когда Михаил Голигинович основал католический приход и построил костёл Святого Франциска. Голигиновичи владели Ваверкой до начала XVI века, когда она перешла к роду Юндзилов, затем к витебскому воеводе Янушу Костевичу.
В 1568 году католическая церковь стала кальвинистским храмом, в 1570 году местные кальвинисты добиваются для Ваверки статуса местечка, конец XVI — начало XVII века стало золотым веком Ваверки.
В ходе Русско-польская войны Ваверка была уничтожена, оказавшись в 1659 году на пути войска И. А. Хованского. После войны поселение было восстановлено, однако оно не смогло достичь прежних размеров и значения, оставаясь обычной деревней. В XVIII веке Ваверка несколько раз переходила из рук в руки.
В результате третьего раздела Речи Посполитой (1795) Ваверка оказалась в составе Российской империи, где стала деревней в составе Лидского уезда. В XIX веке имение несколько раз переходило из рук в руки; в 1840 году тогдашний владелец имения Самуэль Костровицкий построил каменный католический храм Преображения Господнего (перестроен в 1928—1932 годах). В 1881 году в Ваверке были костёл и корчма, жили 73 человека
Согласно Рижскому мирному договору (1921) Ваверка оказалась в составе межвоенной Польской Республики, где вошла в состав Лидского повета Новогрудского воеводства. Согласно переписи населения 1921 года деревня насчитывала 107 жителей.
В 1939 году Ваверка вошла в БССР.
До присвоения статуса агрогородка в 2009 году являлась деревней.

## Культура
- Дом культуры
- Музей ГУО «Ваверский учебно-педагогический комплекс детский сад-средняя школа»

## Достопримечательность
- Католический храм Преображения Господнего, 1840, перестроен 1928—1932 —  Историко-культурная ценность Республики Беларусь, шифр 413Г000746
- Надмогилье князя Казимира Гедройца из рода Гедройцев, XIX в..

### Памятник, скульптура
- Памятный знак о мирном соглашении 1392 года, подписанном на лидской земле между Ягайло и Витовтом. Открыт 17 сентября 2021 года в День народного единства. Расположен на трассе М6 возле поворота на агрогородок Ваверка возле города Лида[6].

## Галерея

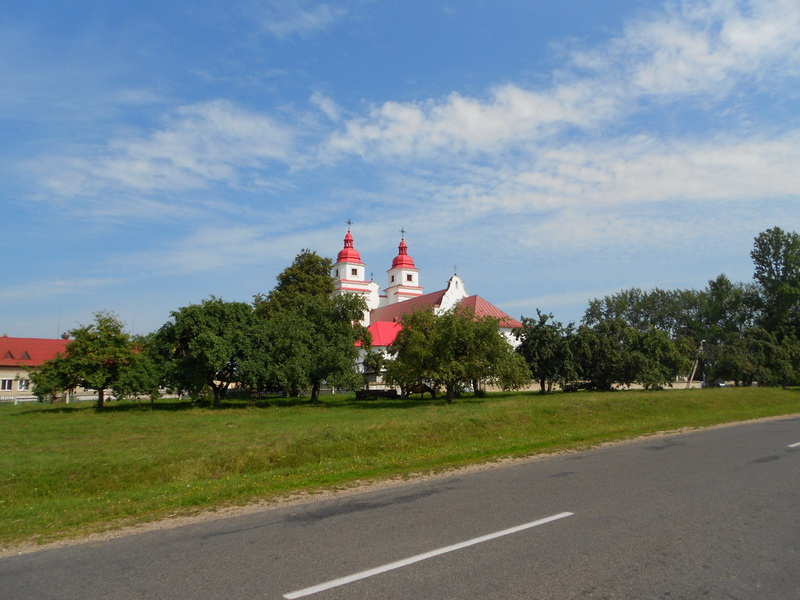
Костёл
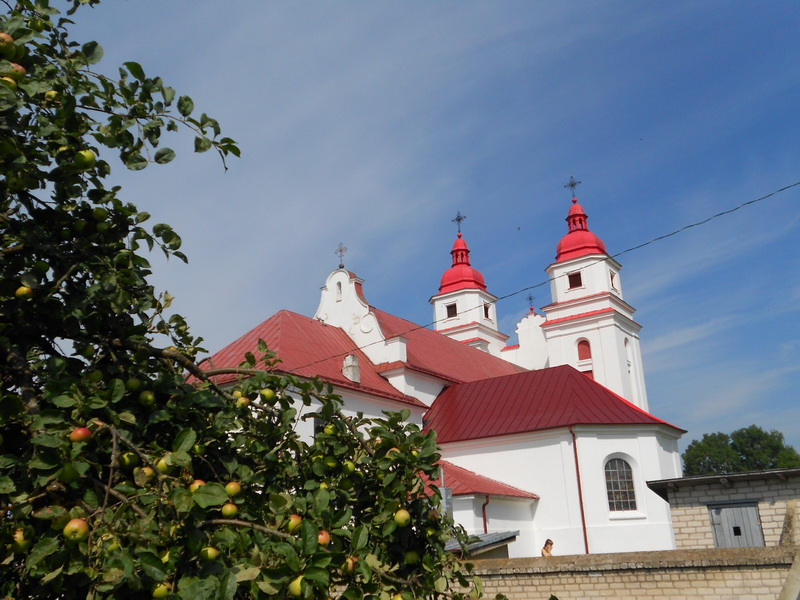
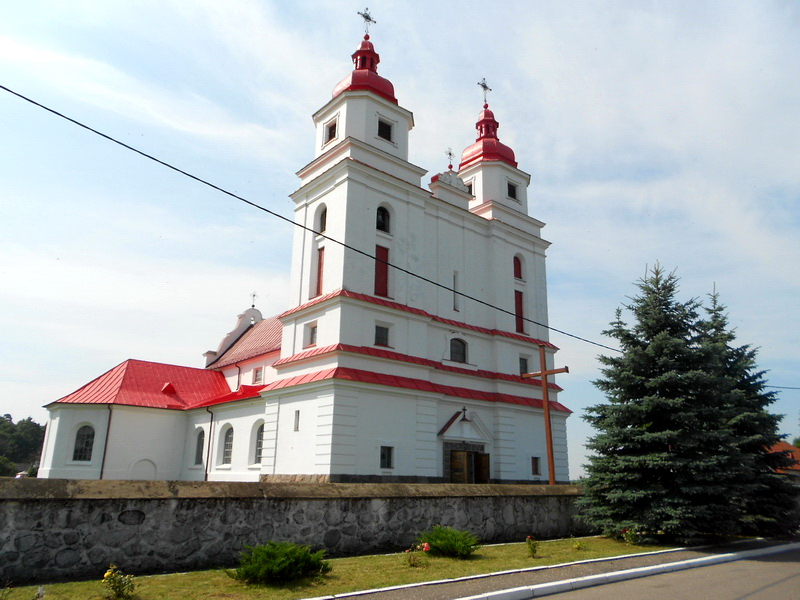
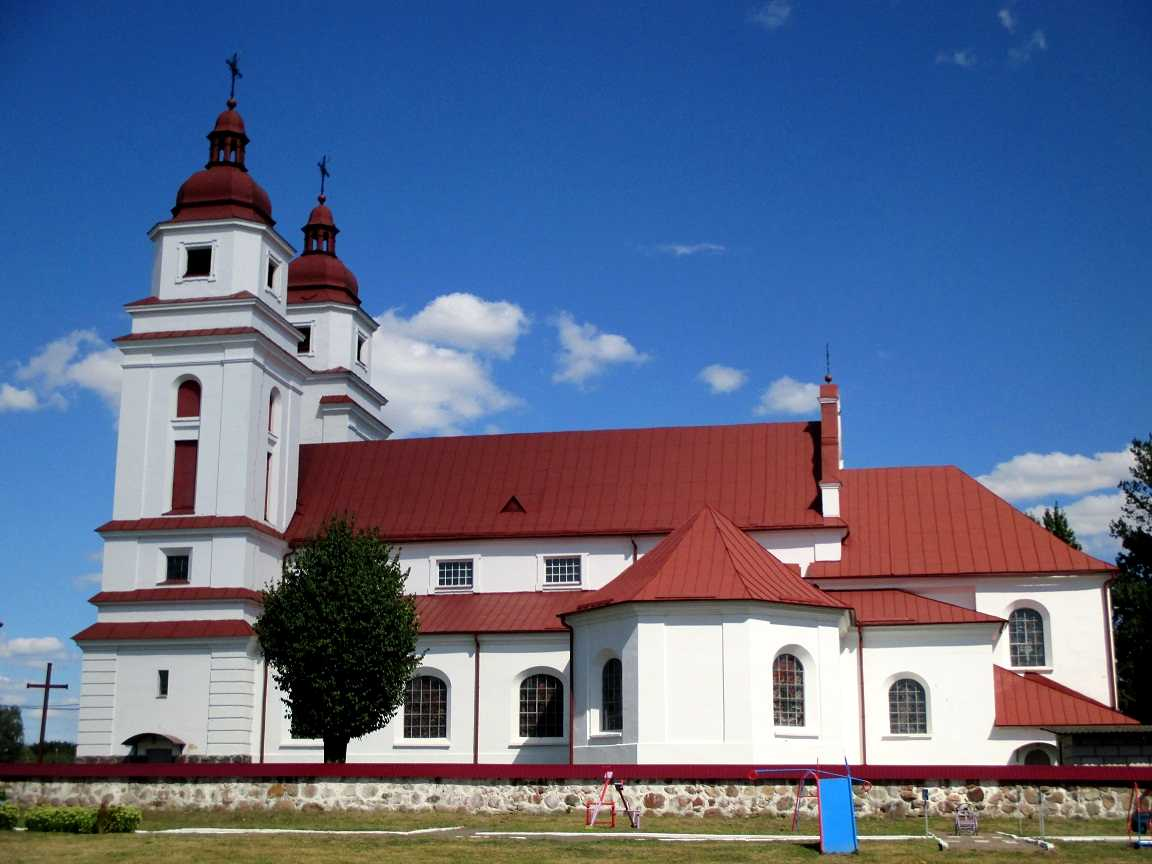